# دانيال دومتريسكو
دانيال دومتريسكو (بالرومانية: Daniel Dumitrescu)‏ (مواليد 23 سبتمبر 1968) هو ملاكم روماني، مثّل بلاده في الألعاب الأولمبية الصيفية في دورتي 1988 و1992.

## روابط خارجية
دانيال دومتريسكو على موقع بوكس ريك (الإنجليزية) (registration required)
- دانيال دومتريسكو على موقع اللجنة الأولمبية الدولية (الإنجليزية)
- دانيال دومتريسكو على موقع أوليمبيديا (الإنجليزية)
- دانيال دومتريسكو على موقع اللجنة الأولمبية الرومانية (الرومانية)